# Pontypool Rugby Football Club
Il Pontypool Rugby Football Club è una squadra gallese di rugby a 15 della città di Pontypool. Attualmente partecipa alla Welsh Premier Division dopo la promozione conquistata nel 2008 e disputa le proprie partite al Pontypool Park.

## Storia

### Primi anni
Il Pontypool RFC fu uni degli undici club a fondare la Welsh Rugby Union nel 1881 a Neath. inoltre durante la stagione 1877-78 fu uno dei sei club a creare la South Wales Cup.
Durante i primi anni venti il Pontypool, come altri tra i maggiori club gallesi, soffrì la presenza del rugby professionistico in Inghilterra. Nella stagione 1921-22 la squadra iniziò con solo sette giocatori disponibili poiché gli altri si erano trasferiti in squadre che pagavano il loro ingaggio. La squadra continuò a lottare per tutti gli anni venti, conquistando sul campo successi di grande effetto. Nel 1927 riuscì a battere i New South Wales Waratahs (squadra regionale australiana) e i New Zealand Māori, ma, per via delle duemila sterline di debito, la WRU non permise al Pontypool di affrontare gli Springboks, causando grande risentimento locale.

### Nel secondo dopoguerra
Gli anni di maggior successo del Pontypool sono quelli tra i settanta e gli ottanta, quando Ray Prosser fu allenatore per diciotto anni dal 1969. in questo periodo una partita in casa del Pontypool rappresentava una grande sfida anche per le squadre maggiori. Probabilmente la miglior stagione è stata la 1987-88, quando riuscirono a vincere 35 partite su 36, segnando 1011 punti.
La forza del club durante i suoi anni di gloria va ricercata negli avanti, in particolare nella Pontypool Front Row, celebrata anche in una canzone di Max Boyce. La Pontypool Front Row, conosciuta anche come "Viet Gwent" (con motto: "Potremmo andare giù; potremmo tornare su; ma non andremo mai indietro"), era costituita da Graham Price, Bobby Windsor e Charlie Faulkner e giocò 19 volte per il Galles, perdendo solo 4 volte.
Nel 2007/08 il Pontypool è stato dichiarato vincitore della Division One East (un girone della seconda serie gallese) ed ha conquistato la promozione alla Welsh Premier Division senza incontrare il vincitore della WRU Division One West, il Tonmawr RFC. Quest'ultimo infatti non rispettava i criteri imposti dalla Welsh Rugby Union per partecipare alla massima serie.

## Palmarès
- Welsh Cup: 1983

## Giocatori noti
- David Bishop
- Eddie Butler
- Ray Cale
- Terry Cobner
- Charlie Faulkner
- Chris Huish
- Mark Jones
- Staff Jones
- John Perkins
- Graham Price
- Mark Ring
- Jeff Squire
- Mark Taylor
- Paul Turner
- Bobby Windsor